# Sarcopygme multinervis
Sarcopygme multinervis là một loài thực vật có hoa trong họ Thiến thảo. Loài này được Setch. & Christoph. miêu tả khoa học đầu tiên năm 1938.